# Университет Орала Робертса
Университет Орала Робертса (англ. Oral Roberts University — ORU) — основанный в городе Талса, США, штат Оклахома в 1963 году. Является межконфессиональным, христианским комплексным гуманитарным университетом, где обучаются 3,335 студентов. Университету присвоено имя его покойного основателя, евангелиста Орала Робертса. Аккредитован высшей учебной комиссией Северной Центральной Ассоциацией колледжей и школ (NCA). Университет предлагает более чем 60 программ степени бакалавра, наряду со многими степенями магистра и докторскими степенями. Классифицируется как «Университет мастера» Фондом Карнеги для продвижения обучения.

## Образование
Университет предлагает программы бакалавриата в области богословия, бизнеса, музыки, искусства общения, современных языков, поведенческих наук, графики, образования, биологии, химии, физики, компьютерных, математических и гуманитарных наук, инженерии, истории. У университета также есть семинария и полностью аккредитованные программы по специализациям «бизнес» и «образование».

## История
Университет был основан в 1965 году Оралом Робертсом «по повелению Бога». Робертс был президентом школы до 1993 года, но оставался канцлером до самой смерти.
Школа была аккредитована в 1971 Комиссией по Высшему образованию Северной Центральной Ассоциации Колледжей и Школ, а также аккредитована Ассоциацией Теологических Школ в Соединённых Штатах и Канаде. В 1993 сына Робертса Ричарда Робертса назначили президентом. В октябре 2007 Робертс взял отпуск, цитируя иск, поданный бывшими преподавателями университета Евангелиста Талсы, Билли Джо Догерти и Устного Робертса назвали исполнительным регентом и временным президентом университета среди широко известного скандала, и Ричард Робертс ушёл в отставку в следующем месяце.

## Кампус
Достопримечательностью кампуса и города в целом является христианская Молитвенная башня с вечным огнём на вершине.